# Planescape
Planescape ist eine offizielle Kampagnenwelt des US-amerikanischen Verlags TSR für das Fantasy-Rollenspiel-Regelwerk Dungeons & Dragons (D&D). Gleichzeitig beschreibt es das Verhältnis der auch als Ebenen (englisch planes) bezeichneten D&D-Spielwelten zueinander und bildet somit einen kosmologischen Hintergrund des D&D-Multiversums. Zwischen 1994 und 1998 verlegte TSR eine eigene Planescape-Produktreihe, die Abenteuer in den sogenannten Äußeren Ebenen zum Thema hatte. Ein offizielles Lizenzprodukt ist das 1999 von Interplay Entertainment veröffentlichte Computer-Rollenspiel Planescape: Torment. Mit dem Wechsel auf Dungeons & Dragons 3.0 wurden die Ebenen nicht mehr durchgängig mit eigenen Publikationen aufgegriffen, blieben im Hintergrund jedoch weiterhin Teil der D&D-Kosmologie und damit ein fester Referenzpunkt.

## Produkthistorie

### Manual of the Planes
Seit der Erstveröffentlichung von Dungeons & Dragons 1974 entstanden mehrere Spielwelten wie Oerth, Krynn oder die Vergessenen Reiche, dazu Andeutung über Parallelwelten wie die Elementarebenen (Feuer, Wasser, Luft, Erde) und die Lebenswelten der Halbgötter, Teufel und Dämonen, die als planes, Ebenen, bezeichnet wurden. Bis 1987 beschränkte sich das – damals noch unter dem Namen Advanced Dungeons & Dragons (AD&D) vertriebene – Regelwerk lediglich auf Andeutungen, wie diese Welten verbunden sein könnten. Eine übergreifende, detaillierte Kosmologie existierte bis zu diesem Zeitpunkt noch nicht. Jeff Grubb erhielt daher den Auftrag, basierend auf dem bisherigen Material einen Regelwerksband zu erstellen, der die Angaben zusammenfasst, vereinheitlicht und plausibel erweitert. Er wurde unter dem Titel Manual of the Planes veröffentlicht und blieb für lange Jahre das Hauptwerk zu diesem Thema. Es wurde auch nicht an die 1989 veröffentlichte 2. Edition Advanced Dungeons & Dragons angepasst.

### Planescape Campaign Setting
Zu Beginn der 1990er begann TSR, sein Sortiment an Spielwelten immer stärker zu erweitern (u. a. Spelljammer, Ravenloft, Al-Qadim, Birthright, Dark Sun). 1993 zeichnete sich ein Ende des Produktzyklus für das 1989 gestartete Spelljammer-Szenario ab und innerhalb der Firma begannen die Überlegungen zu einem möglichen Nachfolger. Zu den Anforderungen zählte unter anderem, dass er ähnlich wie Spelljamer die Reisen zu entfernten und exotischen Orten ermöglichen solle. TSR-Designer Slade Henson kam daher mit der Idee der Planescape auf, die er um das Manual of the Planes aufbauen wollte. Die Verantwortung für das Projekt ging letztlich an TSR-Spieledesigner David „Zeb“ Cook über. Nach Angaben Cooks lauteten die Vorgaben: “a complete campaign world (not just a place to visit), survivable by low-level characters, as compatible with the old Manual of the Planes as possible, filled with a feeling of vastness without overwhelming the referee, distinct from all other TSR campaigns, free of the words ‘demon’ and ‘devil’ and explainable to Marketing in 25 words or less” (deutsch: „[…] eine vollständige Kampagnenwelt (nicht nur ein Besichtigungsschauplatz), der auch mit niedrig-stufigen Charakteren zu bewältigen ist, so kompatibel wie möglich mit dem alten Manual of the Planes, erfüllt mit einem Gefühl der Weite ohne den Spielleiter zu überfordern, deutlich unterscheidbar von allen anderen TSR-Kampagnenwelten, frei von den Worten ‚Teufel‘ und ‚Dämon‘ und dem Marketing in weniger als 25 Worten erklärbar“).
Eine der Lehren der Spelljammer-Produktreihe war, dass das Szenario eine Heimatbasis benötigt, zu der die Spielercharaktere jederzeit würden zurückkehren können und die auch eine zentrale Rolle innerhalb der Spielwelt einnehmen solle. Aus dem erfolgreichen Konkurrenzprodukt Vampire: Die Maskerade von White Wolf wurde außerdem die Idee der Vampirclans entlehnt. Der Spieler, so die Argumentation des TSR-Designers Jim Ward, solle sich in dieser fremden Welt mit etwas identifizieren können. Aus diesen beiden Punkten entstand letztlich das Konzept der Stadt Sigil und der Bünde (engl. factions). Cook, durch die langen Jahre in der Fantasybranche mittlerweile der Genrepublikationen müde geworden, zog seine Inspiration hauptsächlich aus dem Bereich außerhalb der „swords-and-sorcery fantasy fiction“. Als Inspirationsquellen dienten ihm etwa die Musik von Pere Ubu, Philip Glass und Sergei Prokofjews Komposition für den Film Alexander Newski, Bücher wie Das Chasarische Wörterbuch von Milorad Pavić, Die unsichtbaren Städte von Italo Calvino, Borges und ich von Jorge Luis Borges, Und immer wieder die Zeit – Einstein’s Dreams von Alan Lightman oder das Reisetagebuch Oku no Hosomichi des japanischen Dichters Matsuo Bashō sowie Arthausfilme wie Orpheus und Naked Lunch oder Fantasy-/Hongkong-Action- B-Movies wie Wolf Devil Woman (Wolfen Ninja).
Cook führte die Stadt Sigil als zentralen, jederzeit schnell zu erreichenden Ausgangspunkt des Szenarios ein und charakterisierte die Sigil beherrschenden Bünde als extrem ideologisierte Interessengruppierungen, die im ständigen Wettstreit miteinander liegen. Er beschloss weiterhin, viele Spielmechaniken des Manual of the Planes, die den Spielverlauf unnötig verkomplizierten, fallen zu lassen und konzentrierte sich stattdessen auf die “descriptions of twisted and strange creations” (deutsch: „Beschreibungen von verdrehten und seltsamen Kreationen“). Für die Gestaltung stand ihm der Konzeptzeichner Dana Knutson zur Seite, der – obwohl in den finalen Produkten kaum noch vertreten – die Stimmung und das Bild des Szenarios maßgeblich prägte:

“Before any of us knew it, [Knutson] drew the Lady of Pain. I'm very fond of the Lady of Pain; she really locks up the Planescape look. We all liked her so much that she became our logo.”

„Bevor es irgendjemand von uns wusste, zeichnete [Knutson] die Dame der Schmerzen. Ich bin sehr angetan von der Dame der Schmerzen; sie vereint in sich einfach den gesamten Planescape-Look. Wir mochten sie so sehr, dass sie unser Logo wurde.“

Als Inspiration für die optische Gestaltung diente unter anderem die Skizzenreihe Le Carceri d'Invenzione von Giovanni Battista Piranesi und die Illustration und surrealen Werke von Brian Froud. Knutson gestaltete neben der Dame der Schmerzen außerdem die Symbole der Bünde und die Architektur Sigils. Für die Gestaltung des Planescape Campaign Settings wurde dagegen der Illustrator Tony DiTerlizzi eingesetzt, der dem Werk mit seinen Charakterportraits maßgeblich zu seinem finalen Aussehen verhalf. Das Covermotiv wurde von Robh Ruppel gestaltet. Doch das Design des Planescape Campaign Settings reichte auch bis in die sprachliche Ebene hinein. Hier schuf Cook gemeinsam mit Redakteur Dave Wise die Slangsprache Cant, die mit einer Mischung aus selbsterfunden und historischen Begriffen arbeitet. Zur Gestaltung griff Cook unter anderem auf die Werke Cony-Catchers and Bawdy Baskets und The Elizabethian Underworld von Gāmini Salgādo zurück, die sich mit dem Leben der unteren Schichten im Elisabethanischen Zeitalter beschäftigen.
Durch die Veröffentlichung des Planescape Campaign Setting im Jahr 1994 erhielt die Ebenen, die ursprünglich nur als Spielwelt-Hintergrund konzipiert wurden, den Status einer offiziellen Kampagnenwelt. Nach einer Beschreibung des TSR-Designer Rick Swan im verlagseigenen Rollenspielmagazin Dragon sei das ursprüngliche Manual of the Planes “reincarnated as the Planescape setting […] TSR's most ambitious campaign world to date.” (deutsch: „[…] reinkarniert als Planescape-Szenario […] TSRs bis dato ambitionierteste Kampagnenwelt“). Weiterhin schrieb er: “Abandoning the straightforward but dry approach of the Manual [of the Planes], the Planescape set reads less like a textbook and more like a story. Characters take precedence over game systems, high adventure supplants the physics lessons.” (deutsch: „Das Planescape-Set gibt die geradlinige, aber auch trockene Annäherung des Manuals [of the Planes] auf, und liest sich daher weniger wie ein Textbuch, sondern mehr wie eine Geschichte. Charaktere haben Vorrang vor den Spielmechaniken, Abenteuer ersetzt den Physikunterricht.“).
Die neue Produktreihe wurde von den Kritikern positiv aufgenommen. Besonderen Anklang fand die grafische Gestaltung, für die TSR im selben Jahr den Origins Award für die beste grafische Aufmachung erhielt. Nachdem Cook TSR verlassen hatte, wurde die Weiterentwicklung der Kampagnenwelt hauptsächlich von Monte Cook und Colin McComb betreut. Im US-amerikanischen Rollenspiel-Magazin Pyramid bezeichnete Autor und Spieledesigner Scott Haring Planescape als “the finest game world ever produced for Advanced Dungeons & Dragons. Period.” (deutsch: „die beste, jemals für Advanced Dungeons & Dragons entwickelte Spielwelt. Punkt.“). Im britischen Rollenspielmagazin Arcane nannte Trenton Webb Planescape “the premier AD&D world” (deutsch: „[…] die beste AD&D-Welt“), die sich auszeichnet durch “a bizarre juxtaposition of legend and nightmare” (deutsch: „[…] eine bizarre Gegenüberstellung von Legende und Alptraum“).

### Übernahme durch Wizards of the Coast
1997 stand TSR vor dem Bankrott und wurde von seinem Konkurrenten Wizards of the Coast übernommen, die bisherigen Produktionen aber vorerst noch unter dem alten Firmennamen weitergeführt. Unter den neuen Eignern begannen die Planungen für eine neue, dritte Edition des Grundregelwerks, Dungeons & Dragons. Zu diesen Planungen gehörte auch die Reduzierung der zahlreichen Spielwelten. Die Unterstützung des Planescape-Szenarios durch neue Abenteuer und Regelwerkserweiterungen wurde bis 1998 eingestellt und das Szenario 2000, mit der Veröffentlichung der dritten Regelwerksedition von Dungeons & Dragons, weitgehend aufgegeben. Die Ebenen blieben weiterhin Teil des D&D-Kosmos und wurden in den Neuauflagen des Manual of the Planes sowohl für die 3. (2001) als auch die 4. Regelwerksedition (2008) weitergeführt. Doch gleichzeitig nahmen diese Regelwerkseditionen tiefe Eingriffe in den kosmologischen Aufbau der D&D-Welten vor, die sich stark vom ursprünglichen Modell des Großen Rades unterscheiden (D&D 3: Weltenbaum, D&D 4: Weltenachse). Eine Anpassung der bisherigen Spielinformationen an das ebenfalls stark veränderte Grundregelwerk fand jedoch nie statt. Weitergehenden Produktaktivitäten seitens des Herstellers gab es seitdem nicht mehr, obwohl Wizards of the Coast im Dezember 2013 andeutete, für die 5. Regelwerksedition wieder zum Modell des Großen Rades zurückkehren zu wollen.
Mit Duldung durch den Verlag wurde das Planescape Campaign Setting durch Fankreise über die 1999 ins Leben gerufene Website planewalker.com auf die Regelwerksedition 3 und 3.5 angepasst. Das von planewalker.com veröffentlichte Kampagnenset berücksichtigt die Ereignisse der erschienenen Planescape-Publikationen (sowie das nicht unter dem Planescape Label erschienene Abenteuer Die Vecna, die, in dem Sigil ebenfalls eine Rolle spielt) und ist als Weiterentwicklung des Kampagnenhintergrunds fünf Jahre nach dem Abenteuer Faction War und den Ereignissen des Bundkriegs angesiedelt. Die Website wurde 2005 bei den ENnie Awards mit dem silbernen ENnie für die beste Fanseite ausgezeichnet. Nach einem schwerwiegenden Datenbank-Absturz existiert die Webseite mittlerweile nur noch als Datensicherung mit Stand März 2014.
2004 veröffentlichten die ehemaligen Planescape-Autoren Monte Cook, Wolfgang Baur, Colin McComb und Ray Vallese das Rollenspiel-Supplement Beyond Countless Doorways für das unter Open Game License stehende d20-Regelwerk, auf dem auch die 3. D&D-Edition basierte. Das Buch, bei dem es sich nicht um ein offizielles Produkt von Wizards of the Coast handelt, aber erkennbare Parallelen zum Planescape-Szenario besitzt, beschreibt eine Spielwelt, die ebenfalls aus zahlreichen parallel existierenden Ebenen besteht und als Ergänzung zu bestehenden Spielwelten genutzt werden kann. Das Werk erhielt bei den ENnie Awards 2005 den silbernen ENnie für die zweitbeste Regelwerksergänzung und eine lobende Hervorhebung in der Kategorie Best Writing sowie den goldenen ENnie für das beste Coverdesign.

### Planescape Campaign Collection 2023 (D&D 5. Edition)
Für Oktober 2023 wurde die Veröffentlichung einer englischsprachigen Planescape-Kampagnensammlung für die fünfte Edition von Dungeons & Dragons angekündigt. Diese soll einen Quellenband, ein Abenteuermodul, ein Buch mit Spielwerten, eine Posterkarte (Sigil und die Außenlande) sowie einen Spielleiterschirm beinhalten.

### Begleit- und Lizenzprodukte
1995, nach dem Auslaufen der exklusiven D&D-Computerspiellizenz des Herstellers SSI, vergab TSR für seine unterschiedlichen Spielwelten getrennte Lizenzen. Der US-amerikanische Computerspielpublisher Interplay Entertainment erwarb neben der Lizenz für die Vergessenen Reiche auch die Planescape-Lizenz, das als frisches, aufstrebendes Szenario galt. Die TSR-Designer Zeb Cook und Colin McComb wechselten später ebenfalls zu Interplays Rollenspieldivision Black Isle Studios. Das Unternehmen begann mit den Planungen von drei Computerspielen, jeweils eins unter der Leitung von Cook und McComb, sowie eines unter Leitung des Game Designers Chris Avellone. Cooks Projekt wurde nach langen Entwicklungsverlauf erst als Fortsetzung der Interplay-Eigenproduktion Stonekeep umkonzeptioniert, letztlich aber nie veröffentlicht. McCombs Projekt, ein actionreiches Konsolen-Rollenspiel im Stil von King’s Field kam nie über die frühe Konzeptphase hinaus. McComb wurde stattdessen dem dritten Projekt von Chris Avellone zugeteilt. Dieses erschien schließlich 1999 unter dem Titel Planescape: Torment, nach Einstellung der Planescape-Produktreihe bei TSR/Wizards of the Coast. Zum Spiel erschien außerdem noch ein offizieller Begleitroman von Ray Vallese.
Ebenfalls 1995 veröffentlichte TSR ein auf Planescape basierendes Sammelkartenspiel namens Blood Wars. Es wurde von Steven Schend entwickelt, an der optischen Gestaltung wirkte u. a. Planescape-Illustrator Tony DiTerlizzi mit.

## Beschreibung

### Aufbau der Spielwelt
Das Planescape-Szenario beschreibt – üblicherweise dargestellt im Manual of the Planes – den Aufbau des D&D-Kosmos, der als Multiversum bezeichnet wird. Es ordnet alle D&D-Welten und im Regelwerk genannten Existenzebenen zu Ebenengruppen und verdeutlicht, welchen Platz die entsprechenden Welten in der D&D-Kosmologie einnehmen und wie ihr Verhältnis zueinander ist. Seit der 3. Regelwerksedition existieren mehrere unterschiedliche Konzepte, die allerdings nach der Aufgabe von Planescape als Kampagnenwelt für Rollenspielabenteuer entstanden.
Die im ersten Manual of the Planes und im Planescape Campaign Setting als Kosmologie des Großen Rades (engl. great wheel cosmology) bezeichnete Ordnung sieht die Existenz von fünf Ebenenformen vor:
1. Materielle Ebene (engl. Prime Material Planes)
2. Äther-Ebene (engl. Ethereal Plane)
3. Innere Ebenen (engl. Inner Planes)
4. Astral-Ebene (engl. Astral Plane)
5. Äußere Ebenen (engl. Outer Planes)

Als Materielle Ebenen werden dabei die regulären Spielwelten (Vergessene Reiche, Krynn, Oerth) bezeichnet. Im ersten Manual of the Planes ist jede Welt noch ihre eigene primär-materielle Ebene und damit abgeschottet von den restlichen Welten. Das Planescape Campaign Setting sieht sie dagegen als Teil einer einzigen, großen Primärebene. Die Inneren Ebenen umfassen die Elementarwelten und die Ebenen für positive und negative Energie. Die Äußeren Ebenen sind die eigentliche Spielwelt des Planescape Campaign Settings. Es handelt sich um eine Gruppe aus 16 Ebenen, die sich wie die Speichenzwischenräume eines Rades um eine zentrale Mittelebene gruppieren:
| Berg Zelestia | Bytopia        | Elysium      | Tierländer | Arborea     |
| Arkadien      | ↑Gut           | ↑Gut         | ↑Gut       | Ysgard      |
| Mechanus      | ←Rechtschaffen | Außenlande   | Chaotisch→ | Limbus      |
| Acheron       | Böse↓          | Böse↓        | Böse↓      | Pandämonium |
| Baator        | Dschehenna     | Graue Einöde | Carzeri    | Abgrund     |

Die jeweiligen Ebenen werden durch das D&D-typischen Gesinnungssystem, eine Kombination aus den Eigenschaften Rechtschaffen/Neutral/Chaotisch und Gut/Neutral/Böse, charakterisiert und unterscheiden sich beträchtlich. Abhängig von den Gesinnungsbestandteilen werden sie unter verschiedenen Sammelbegriffen zusammengefasst: Den Oberen Ebenen (Gut), den Unteren Ebenen (Böse), den Ebenen der Ordnung (Rechtschaffen), den Ebenen des Chaos (Chaotisch) und den Ebenen des Konflikts (weder eindeutig Rechtschaffen, noch eindeutig Chaotisch). Baator kann entsprechend sowohl den Unteren Ebenen, als auch den Ebenen der Ordnung zugerechnet werden, während Bytopia sowohl eine der Oberen Ebenen, als auch eine der Ebenen des Konflikts ist. Die zentrale Mittelebene, Außenlande (engl. Outlands) oder „Der Konkordante Gegensatz“ (engl. The Concordant Opposition) genannt, steht dabei für absolute Neutralität. In ihrem Herzen liegt die Stadt Sigil, während so genannte Torstädte als Übergänge zu den Äußeren Ebenen fungieren z. B. Pestgruft (Plaguemort) in den Abgrund oder Glorium nach Ysgard. Die Äußeren Ebenen sind Sitz der Götter und ihrer Reiche, der Ort an den die Seelen Verstorbener nach ihrem Tode reisen sowie die Heimat archetypischer Externare (planar exemplars) die die Gesinnung der jeweiligen Ebene repräsentieren z. B. den chaotisch guten Eladrin (Elysium), den neutralen Rilmani (Außenlande), den rechtschaffen bösen Baatezu (Baator) oder den chaotisch bösen Tanar'ri (Abgrund).
Die Inneren Ebenen werden im Planescape-Produkt The Inner Planes detailliert dargestellt. Neben den vier Elementarebenen Feuer, Wasser, Luft und Erde, existieren an deren Übergängen so genannte Para-Elementarebenen: Eis (Übergang Luft/Wasser), Rauch (Übergang Luft/Feuer), Magma (Übergang Feuer/Erde), und Schlamm (Übergang Wasser/Erde). Die sich gegenüberstehenden Elementarebenen Feuer/Wasser und Luft/Erde besitzen keine Paraelementarebenen. Zudem existieren eine Positive Energieebene und eine Negative Energieebene, die in Kombination mit den vier Hauptelementarebenen jeweils eine Quasi-Elementarebene hervorbringen: Strahlung (Positiv/Feuer), Mineralien (Positiv/Erde), Blitz (Positiv/Luft), Dampf (Positiv/Wasser) sowie Asche (Negativ/Feuer), Salz (Negativ/Wasser), Staub (Negativ/Erde) und Vakuum (Negativ/Luft). Die verschiedenen Elementarebenen sind die Heimat der jeweiligen Elementare, Mephite und anderer Wesen.
Die Astral- und die Äther-Ebene sind so genannte Transitive Ebenen, die eine Verbindung zwischen anderen Ebenen darstellen aber selbst nur wenig Materie oder Leben beinhalten. Sie werden in den Planescape-Publikationen A Guide to the Astral Plane sowie A Guide to the Ethereal Plane näher beschrieben.
Die Astral-Ebene (auch die Silberne Leere genannt) ist die Ebene der Gedanken, Erinnerung und psychischer Energie. Es ist der Ort an den Gottheiten gehen, wenn sie sterben oder vergessen werden (oder beides). Es ist ein leerer Ort, an dem nur wenig feste Materie existiert. Im Gegensatz zu anderen Ebenen ist die Astral-Ebene nicht unendlich, sondern infinitesimal, es gibt dort weder Raum noch Zeit, auch wenn diese Wesen beim Verlassen des Astrals einholen. Die Seelen der Verstorbenen durchqueren die Astral-Ebene auf ihrem Weg von der Materiellen Ebene in das Leben nach dem Tode auf den Äußeren Ebenen, so dass diese eine Verbindung zwischen ihnen darstellt. Ein regelmäßiger Anblick auf der Ebene sind die sogenannten Silberkordeln, die Reisende, die den Astral mittels des Zaubers Astralprojektion betreten, mit ihrem Ursprung verbinden und als Anker und Rettungsleine davor bewahren verloren zu gehen. Ein weiteres Merkmal der Astral-Ebene sind die Gottinseln, gewaltige versteinerte Überreste toter Gottheiten die dort treiben. Unter anderem haben auch die Githyanki Städte und Festungen auf den Gottinseln errichtet.
Die Äther-Ebene (auch die Wellenlose See genannt) wird häufig mit einem Ozean verglichen, der statt aus Wasser aus einer unendlichen Fülle an Möglichkeiten besteht. Sie besteht aus zwei Teilen, dem Grenzäther, der die Inneren Ebenen mit der Materiellen Ebene verbindet und dem Tiefen Äther, der als eine Art Brutkasten für Halbebenen (meist künstlich geschaffene geringere Ebenen) und andere magische Proto-Reiche fungiert. In der Äther-Ebene selbst existiert keinerlei Materie, alles was die Ebene betritt, wird ätherisch. Vom Grenzäther aus kann ein Ebenenreisender eine graue schemenhafte Version der Ebene sehen, von der aus er die Wellenlose See bereist. Da jede Materielle Ebene ihren eigenen Grenzäther besitzt, setzt interplanares Reisen den Übertritt in den Tiefen-Äther und von dort wieder in den jeweiligen Grenzäther voraus. Eine der bekanntesten Halb-Ebenen innerhalb des Tiefen Äthers, ist die Halb-Ebene des Schreckens, die den Schauplatz der Ravenloft-Kampagnenwelt darstellt.
Die Äußeren, Inneren sowie Transitiven Ebenen (mit der oben genannten Ausnahme der Astral-Ebene) sind unendlich, bestehen jedoch häufig aus abstrakten Untergliederungen mit sich stark unterscheidenden Charakteristika. So wird beispielsweise Baator auch Die Neun Höllen genannt und gliedert sich entsprechend, während Bytopia auch als Die Zwillingsparadiese bekannt ist und zwei Unterebenen besitzt.
Die Reise zwischen den verschiedenen Ebenen und Handlungsschauplätzen erfolgt in der Regel über vielgestaltige planare Übergänge (Tore, Portale, Farbteiche der Astralebene etc.) oder mittels Magie. Darüber hinaus existieren weitere, mehrere Ebenen berührende Verbindungen, wie etwa die Unendliche Treppe, die Weltenesche Yggdrasil, oder die Flüsse Ozeanus und Styx, die die Oberen respektive Unteren Ebenen durchfließen und es hierdurch ermöglichen zwischen diesen zu wechseln.

### Spielercharaktere
Planescape erweitert die Auswahl der wählbaren Spielervölker um verschiedene auf den Ebenen beheimatete Spezies. Im Band A Player's Guide to the Planes im Planescape Kampagnenset wurden drei neue spielbare Völker vorgestellt:
- Bariaur
- Githzerai
- Tiefling

Das Planewalkers Handbook erweiterte diese um:
- Aasimar
- (Abtrünniger) Modron
- Genasi

### Sigil und die Bünde
Sigil ist eine Stadt in der Form eines Torus, die über der Großen Spitze (engl. Great Spire) schwebt, einem Berg direkt im Zentrum der Außenlande. Von Sigil aus führen magische Portale in alle umliegenden Ebenen, weshalb der Ort auch als „Stadt der Tore“ bezeichnet wird und als zentraler Ausgangspunkt für Abenteuer in der Spielwelt dient. Ein weiterer Spitzname für Sigil ist "Der Käfig", denn da die Stadt über keinerlei natürliche Zugänge verfügt, wird sie für diejenigen, die nicht über passende Portalschlüssel verfügen, zu einem solchen. Sie wird regiert von der Dame der Schmerzen, einer rätselhaften Wesenheit, die mit allen Mitteln die Neutralität Sigils zu wahren versucht. Göttern und gottgleichen Wesen ist es nicht möglich die Stadt zu betreten.
Innerhalb der Stadt rivalisieren 15 sogenannte Bünde (engl. factions) um die Macht. Die Bünde nehmen bestimmte Aufgaben des gesellschaftlichen Zusammenlebens wahr, besitzen jeweils aber auch eigene, philosophisch/religiös geprägte und oftmals konträrere Weltanschauungen. Dieses Konzept wurde von TSR als philosophers with clubs, „Philosophen mit Knüppeln“, umschrieben. Die Anführer der Bünde werden Bundmeister (eng. factol), hochrangige Bundmitglieder Faktor und rangniedere Mitglieder mit aktiver Funktion innerhalb des Bundes Faktotum genannt. 
Gemäß der Publikationen The Factol’s Manifesto und Faction War existierten etwa 500 Jahre vor der Handlung der publizierten Planescape-Produkte noch ca. 50 Bünde in Sigil, die sich um die Macht in der Stadt stritten und insbesondere versuchten die zu dieser Zeit noch einflussreichen Gilden aus ihren offiziellen Funktion innerhalb der Stadt zu verdrängen. Während dem Ereignis, das als „Der Große Aufruhr“ (engl. The Great Upheaval) bekannt ist, verkündete die Dame der Schmerzen, dass es zukünftig nur noch 15 Bünde geben werde und zwang diese dadurch sich neu zu organisieren. Der Wettkampf der gegenwärtigen 15 Bünde um die Macht in Sigil kulminiert schließlich jedoch im sogenannten Faction War, Bundkrieg, der gegen Ende des Planescape-Produktzyklus 1998 im gleichnamigen Abenteuer thematisiert wurde und mit der Zerschlagung der Bünde durch die Dame der Schmerzen endet.
Die 15 Bünde sind:
- Das Harmonium (Die Dickschädel): Die Dickschädel glauben, dass Frieden und Stabilität nur durch Einigkeit hergestellt werden kann. Einigkeit unter der Philosophie des Harmoniums. In Sigil funktionieren sie als Polizeitruppe und arbeiten eng mit den Gnadentötern und den Herrschnern zusammen. Die Stadtbarracken sind ihr Hauptquartier. Bundmeister des Harmoniums ist Sarin.
- Die Bruderschaft der Ordnung (Die Herrschner): Die Herrschner glauben, dass Wissen Macht ist und das Multiversum von Gesetzen und Regeln kontrolliert wird. Sie versuchen diese Regeln zu ergründen und in ihrem Sinne zu nutzen. Ihr Hauptquartier ist das Stadtgericht, wo ihnen die Gerichtsbarkeit Sigils untersteht. Bundmeister der Bruderschaft der Ordnung ist Hashkar.
- Die Gnadentöter (Der Rote Tod): Der Rote Tod glaubt vor allen Dingen an Gerechtigkeit und Vergeltung. Ihr Name leitet sich nicht vom „Töten aus Gnade“ ab, sondern davon, dass Gnade abgetötet werden muss, um der Gerechtigkeit dienen zu können. Ihr Hauptquartier ist das Gefängnis Sigils, wo sie die Strafen an den Verurteilten der Stadt vollstrecken. Die Bundmeisterin ist Alisohn Nilesia.
- Das Prädestinat (Die Nehmer, Die Herzlosen): Das Prädestinat glaubt daran, dass diejenigen, die über Macht und Fähigkeiten verfügen, das Recht haben das zu besitzen, was sie sich erarbeiten oder nehmen können. Wer nicht in der Lage ist dies ebenso zu tun, oder sein Eigentum zu schützen, hat selbiges nicht verdient. Ihr Hauptquartier ist die Halle der Notizen und sie fungieren als Steuereintreiber Sigils. Bundmeister des Prädestinats ist Herzog Rowan Finsterwald.
- Die Gesellschaft der Empfindung (Die Sinnsaten, Die Hedonisten): Die Sinnsaten glauben, dass der Sinn des Multiversums nur durch die Ansammlung sinnlicher Erfahrung ergründet werden kann. Sie betreiben die Städtische Festhalle die Besuchern eine endlose Vielzahl von Vergnügungen bis hin zu den gespeicherten Erinnerungen anderer, bietet. Bundmeisterin ist Erin „Dunkelflamme“ Montgomery.
- Das Zeichen des Einen (Die Zeichnaten): Das Zeichen des Einen glaubt, dass jeder das Zentrum seiner eigenen Realität ist und diese durch die Macht der Vorstellung geformt werden kann. Ihr Hauptquartier ist die Halle der Sprecher, die als Ort der Debatte und Austragungsort der Politik unter den Bünden Sigils dient. Die Bundmeisterin ist Darius.
- Der Transzendente Orden (Die Kryptisten, Die Gedankenlosen): Die Kryptisten glauben, dass sie einen höheren Existenzzustand erreichen können, wenn sie eins mit der „Kadenz der Ebenen“ werden und in einen Zustand aus reinem Instinkthandeln eintreten. Sie betreiben die Großen Bäder, wo Körper und Geist geschult und trainiert werden können. Häufig fungieren sie zudem als Mediatoren. Bundmeisterin der Kryptisten ist Rhys.
- Die Schicksalsgarde (Die Senker, Die Zerstörer, Die Ratten der Entropie): Die Schicksalsgarde glaubt an das Prinzip der Entropie und das alles auf unweigerlichen Zerfall und Zerstörung hinausläuft. Viele Senker berauschen sich an Zerstörung und versuchen die Entropie durch ihre Taten voranzutreiben, während andere versuchen den unausweichlichen Zerfall hinauszuzögern. Ihr Hauptquartier ist die Waffenkammer, wo sie sich in der Produktion von Waffen betätigen und das Waffenarsenal Sigils verwalten. Pentar ist die amtierende Bundmeisterin.
- Die Athar (Die Verlorenen, Die Verächter, Die Agnostiker): Die Athar leugnen das Recht der Götter über Sterbliche zu urteilen und deren Göttlichkeit selbst. Sie behaupten, dass die Götter (die sie „Mächte“ nennen), zwar mächtig seien, aber nicht mehr Anbetung verdienten als andere Wesen. Athar-Priester kanalisieren die göttliche Kraft von etwas, dass sie das „Große Unbekannte“ nennen und das sie für die wahre göttliche Kraft hinter allem halten. Ihr Hauptquartier in Sigil ist der Zerschmetterte Tempel, der ehemalige Tempel des toten Gottes Aoskar. Im politischen Geflecht Sigils obliegt ihnen die die Überwachung und Kontrolle der Tempel und Glaubensgemeinschaften in der Stadt der Tore. Der Bundmeister ist Terrance.
- Die Gläubigen der Quelle (Die Göttermenschen, Die Reinkarnierten, Die Speichen des Rades): Die Gläubigen der Quelle glauben an das Potential des Einzelnen und dass das gesamte Leben ein Test sei. Jede Person hat das Potential ein Gott zu werden. Ihr Hauptquartier in Sigil ist die Große Gießerei, die ihr Streben nach Veränderung und Vervollkommnung symbolisiert. Ihre Rolle in Sigil liegt entsprechend im produktiven Bereich. Bundmeister ist Ambar Vergrove.
- Die Staubmenschen (Die Toten, Die Staubis): Die Staubmenschen glauben, dass das derzeitige Leben ein falscher Existenzzustand, eine Art Zwischenexistenz sei, in die Wesen nach ihrem Tod kommen. Sie streben nach etwas, was sie den „Wahren Tod“ nennen, ein Zustand, der nur durch die Verleugnung der eigenen Emotionen und körperlichen Bedürfnisse erreicht werden kann. Sie betreiben die Leichenhalle Sigils und sind mit der Beisetzung und Einäscherung der Toten Sigils betraut. Bundmeister ist Skall.
- Die Öden Ränke (Die Ödner, Die Ränke, Die Wahnsinnigen): Die Ödner leugnen den Wert und Existenz jedweden Glaubens- oder Wertesystems. Aus ihrer Sicht gibt es keinerlei innewohnenden „Sinn“ im Multiversum. Sinn im Leben kann nur aus dem Inneren eines Wesens kommen. Dabei finden viele Mitglieder der Öden Ränke eine gewisse Erfüllung in karitativen Aufgaben. Ihr Hauptquartier in Sigil ist das Torhaus, das als Irrenanstalt Sigils, aber auch als Waisenhaus fungiert. Des Weiteren betreiben die Öden Ränke viele Suppenküchen in den ärmeren Vierteln Sigils. Lhar steht den Öden Ränken als Bundmeister vor.
- Die Revolutionsliga (Die Anarchisten): Die Anarchisten glauben, dass Gesetze und Gesellschaftsordnungen unweigerlich korrupt sind und zerschlagen werden müssen. Dabei ist die Revolutionsliga so dezentral organisiert, dass keinerlei Einigkeit darin besteht, was nach der Zerschlagung der gegenwärtigen Ordnung folgen soll. Die Anarchisten haben kein Hauptquartier, sondern treffen sich in geheimen Unterschlüpfen. In Sigil versuchen sie die Kontrolle der anderen Bünde über die Stadt zu zerschlagen. Sie haben keinen Bundmeister und sind nicht in der Halle der Sprecher repräsentiert.
- Die Freie Liga (Die Unabhängigen, Die Unabs): Die Freie Liga lehnt die anderen Bünde und deren bürokratische Strukturen ab. Sie selbst sehen sich nicht als Bund und glauben an individuelle Freiheit als höchstes Gut. Sie haben keinen Bundmeister und kein offizielles Bundhauptquartier, wobei der Große Basar inoffiziell diese Funktion einnimmt.
- Die Xaositekten (Die Chaoten): Die Xaositekten glauben, dass nur im Chaos Wahrheit liegt und es keinerlei gültige Gesetze und Strukturen gibt. Entsprechend ist der Bund von großer Vielfältigkeit und Wandelbarkeit und unterliegt keinerlei festen Strukturen. Ihr Hauptquartier ist der Stock einer der heruntergekommensten Bezirke Sigils. Sie nehmen keine offizielle Funktion in Sigil ein. Als Bundmeister fungiert (meistens) Karan.

Das Abenteuer Faction War endet mit der Zerschlagung der Bünde durch die Dame der Schmerzen, die die Mitglieder der Bünde in einem Edikt vor die Wahl stellt die Stadt bzw. die Bünde hinter sich zu lassen, oder zu sterben (This city tolerates your faction no longer. Abandon it or die). Da das Edikt der Dame interpretierbar ist, ziehen die Bünde, wie im Anhang von Faction War dargestellt, sehr unterschiedliche Schlüsse daraus: Die Öden Ränke, die Staubmenschen, die Freie Liga, die Gesellschaft der Empfindung, der Transzendente Orden und die Xaositekten lösen sich als Bünde auf, ihre Mitglieder verbleiben jedoch mehrheitlich in Sigil. Die Athar, die Schicksalsgarde, das Prädestinat, das Harmonium, die Bruderschaft der Ordnung und die Revolutionsliga bleiben als Bünde bestehen, verlassen die Stadt der Tore jedoch und verlegen ihre Machtzentren an andere Orte des Multiversums. Die Bünde des Zeichen des Einen und der Gläubigen der Quelle lösen sich auf und verschmelzen zu einem neuen Bund dem Geistigen Auge (The Mind's Eye) das ebenfalls außerhalb Sigils aktiv wird. Die Gnadentöter zerfallen in die zwei Bünde aus deren Zusammenschluss sie ursprünglich während des großen Aufruhrs entstanden waren, die Söhne der Gnade (Sons of Mercy) und die Schluckertöter (Sodkillers). Beide Gruppierungen verbleiben in Sigil, agieren dort jedoch nicht als Bünde, sondern als Gilde bzw. loser Zusammenschluss Gleichgesinnter ohne offizielles Mandat.
Neben den 15 Bünden wurden noch weitere ähnliche, aber hinsichtlich ihres Einflusses weniger bedeutendere Organisationen, so genannten Sekten (engl. sects), in weiteren Publikationen vorgestellt. Beispiele hierfür sind das Incanterium (siehe Planescape Monstrous Compendium II sowie Faction War), die Ringgeber (siehe Planes of Chaos sowie In The Cage: A Guide to Sigil), das Eschaton (siehe Faction War), die Tacharim (siehe The Great Modron March), die Expansionisten (siehe Labyrinth im Abenteuersammelband Well of Worlds) oder die Zactar (siehe das Dungeon-Magazin-Abenteuer Umbra). Dabei wird angedeutet, dass manche der heutigen Sekten in der Vergangenheit den 15 Bünden zugerechnet wurden und eine bedeutendere Rolle innerhalb Sigils spielten.
Eine weitere genannte Gruppe, die jedoch keinen Bund darstellt, sind die sogenannten Planlosen (Clueless). Diese umfassen alle Personen, die nicht mit den Ebenen vertraut sind, also insbesondere Bewohner der Materiellen Ebene, die sich nach Sigil oder auf die Äußeren oder Inneren Ebenen verirren. 
In der 2023 erschienenen Planescape Campaign Collection für die 5. Edition von Dungeons & Dragons, die zeitlich vor dem Bundkrieg angesiedelt ist, werden die Bünde in leicht veränderter bzw. vereinfachter Form dargestellt. Dabei werden zwölf Bünde als wesentliche, die Geschicke der Stadt lenkende Organisationen genannt (ascendant factions), während andere der ursprünglichen 15 Bünde nur als weniger bedeutende Gruppierungen erwähnt werden. Die vormalige Unterscheidung zwischen Bünden und Sekten erfolgt nicht mehr. Folgende Änderungen wurden vorgenommen:
- The Mind’s Eye („Das Geistige Auge“): Dieser Bund entstand durch einen Zusammenschluss der ehemaligen Bünde der Gläubigen der Quelle und des Zeichen des Einen. Während dies gemäß dem Spielmaterial der ursprünglichen Planescape-Kampagnenwelt jedoch erst in Folge des Bundkriegs geschah (siehe Faction War), wurde der Zusammenschluss hier bereits zu einem früheren Zeitpunkt vollzogen.
- The Heralds of Dust („Die Herolde des Staubs“): Namensänderung der Staubmenschen
- The Hands of Havoc („Die Hände des Chaos“): Namensänderung der Xaositekten. Die Beschreibung des Bundes greift auch Elemente auf, die vormals mit der Revolutionsliga assoziiert wurden z. B. die Infiltration anderer Bünde.
- Die Revolutionsliga und die Freie Liga werden nur in verkürzter Form, als weniger bedeutende Bünde dargestellt
- The Incanterium („Das Incanterium“): Während das Incanterium im Spielmaterial der 2. Edition noch den Status eines ehemaligen Bundes bzw. einer Sekte besaß und nicht offiziell in Sigil existierte (siehe Planescape Monstrous Compendium II sowie Faction War), ist es hier wieder als weniger bedeutender Bund in die Stadt der Tore zurückgekehrt
- The Ring Givers („Die Ringgeber“):  Während die Ringgeber im Spielmaterial der 2. Edition noch den Status einer Sekte besaßen (siehe Planes of Chaos sowie In The Cage: A Guide to Sigil) besitzen sie hier den Status eines weniger bedeutenden Bundes

Da die Planescape Campaign Collection bislang nur in englischer Sprache erschienen ist, existieren bislang noch keine offiziellen Übersetzungen.
Neben den Bünden und ihren Vertretern greifen auch weitere Akteure wie die Goldenen Fürsten, wie die reichsten Bewohner Sigils genannt werden, in das Geschehen der Stadt ein. Zu diesen zählen unter anderem Timmon d'Arlen, Estavan vom Planaren Handelskosortium, Zadara die Titanin, Wei Minh Lee oder der Arcanaloth Shemeshka die Marodeurin (siehe In the Cage: A Guide to Sigil sowie Uncaged: Faces of Sigil).

### Grundprinzipien
Die Spielwelt wird von drei Leitmotiven geprägt:
- Das Zentrum von Allem
Es gibt kein einheitliches Zentrum des Universums. Jeder Bewohner des Multiversum bildet für sich selbst den Mittelpunkt.
- Die Einheit der Ringe
Das Multiversum verhält sich wie ein Ring. Alles ist auf diese Weise, ohne erkennbaren Anfang oder Ziel, miteinander verbunden. Beispiel sind etwa die Form Sigils oder das Große Rad der Ebenen.
- Die Regel der Drei
Alle Dinge im Multiversum geschehen oder kommen dreimal vor.

### Der Plausch
Eine weitere Eigenheit Planescapes, die zur Abgrenzung von anderen Kampagnenwelten beiträgt, ist der so genannte Plausch (im Englischen cant), der innerhalb der Spielwelt gesprochen wird und in seiner Verwendung Sondersprachen, wie etwa dem Rotwelschen ähnelt.
Beispiele:
- Dickschädel: Abwertende Bezeichnung für die Bundmitglieder des Harmoniums
- Dunkel: Alles, was geheim ist, wird als das Dunkel bezeichnet
- Dussel: Ein Narr. Insbesondere bei Personen verwendet, die in einen Schlamassel geraten, obwohl sie es hätten besser wissen müssen
- Jemanden ins Totenbuch stecken: Jemanden töten
- Jemandem eins grinsen: Fliehen oder dem Zugriff eines anderen entkommen
- Klimper: Gold oder Münzen
- Knochenschüssel: Der Mund
- Roter Tod: Der Bund der Gnadentöter bzw. dessen Mitglieder
- Schleifer: Ein Ausdruck für jede Person, männlich oder weiblich, deren Dienste von jemandem gebraucht werden und der ein gewisses Maß an Kompetenz unterstellt wird
- Schlucker: Eine unglückliche oder arme Seele
- Den Spieß drehen: Jemanden verraten oder betrügen
- Stall: Eine Stadt die kleiner oder weniger bedeutend ist als Sigil, was aus Sicht der Bewohner Sigils für jede Stadt zutrifft
- Zierrat: Bestechungsgeld

Ein anhand der obenstehenden Beispiele gebildeter Satz könnte in Sigil somit lauten: „Du solltest besser aufhören mit deiner Knochenschüssel zu klappern, Dussel, bevor du ins Totenbuch gesteckt wirst. Beim Roten Tod hilft auch kein Zierrat und das ist nicht das Dunkel der Sache.“ („Du solltest besser den Mund halten, Narr, bevor du getötet wirst. Bei den Gnadentötern hilft auch keine Bestechung und das ist kein Geheimnis.“)

### Blutkrieg
Der Blutkrieg (engl. Blood War) ist ein seit Äonen andauernder Krieg zwischen den Völkern der Baatezu („Teufel“) und der Tanar'ri („Dämonen“). Der Krieg spielt eine zentrale Rolle in der D&D-Kosmologie, da er die mächtigen Kriegsparteien maßgeblich daran hindert, ihre Aggressionen gegen die anderen Welten zu richten. Seine Hintergründe werden umfangreich im Regelwerksband Hellbound: The Blood War geschildert. Der Blutkrieg ist u. a. Thema einer Romantrilogie des Autors J. Robert King und spielt eine wichtige Rolle für die Handlung des Computer-Rollenspiels Planescape: Torment:

## Veröffentlichungen

### Rollenspielpublikationen
Die meisten Werke wurden ausschließlich in englischer Sprache veröffentlicht.

#### 1. Edition (Advanced Dungeons & Dragons)
- TSR 2022 Jeff Grubb: Manual of the Planes. TSR, Lake Geneva, WI (1987), ISBN 0-88038-399-2.

#### Planescape Campaign Setting (2. Edition)
Boxensets
- TSR 2600 David „Zeb“ Cook: Planescape Campaign Setting. TSR, Lake Geneva, WI (1994), ISBN 1-56076-834-7.
  - A DM Guide to the Planes (Spielleiter-Handbuch)
  - A Player’s Guide to the Planes (Spieler-Handbuch)
  - Sigil and Beyond (Hintergrundinformationen)
  - Monstrous Supplement (Kreaturen)
  - Karten
- TSR 2603 Lester Smith & Wolfgang Baur: Planes of Chaos. TSR, Lake Geneva, WI (1994), ISBN 1-56076-874-6.
  - The Book of Chaos (Spielleiter-Handbuch)
  - Travelogue (Spieler-Handbuch)
  - Chaos Adventures (Abenteuersammlung)
  - Monstrous Supplement (Kreaturen)
- TSR 2607 Colin McComb & Dori Hein: Planes of Law. TSR, Lake Geneva, WI (1995), ISBN 0-7869-0093-8.
  - A Player’s Guide to Law (Spieler-Handbuch)
  - Acheron (Hintergrundinformationen)
  - Arcadia (Hintergrundinformationen)
  - Baator (Hintergrundinformationen)
  - Mechanus (Hintergrundinformationen)
  - Mount Celestia (Hintergrundinformationen)
  - Monstrous Supplement (Kreaturen)
  - Karten
- TSR 2610 Jeff Grubb: A Player’s Primer to the Outlands. TSR, Lake Geneva, WI (1995), ISBN 0-7869-0121-7.
  - A Player’s Primer to the Outlands (Hintergrundinformationen)
  - A Player’s Primer to the Outlands (Audio-CD)
  - Karte
- TSR 2615 Dale Donovan: Planes of Conflict. TSR, Lake Geneva, WI (1995), ISBN 0-7869-0309-0.
  - A Player’s Guide to Conflict (Spieler-Handbuch)
  - Liber Benevolentiae (Hintergrundinformationen)
  - Liber Malevolentiae (Hintergrundinformationen)
  - Adventures in Conflict (Abenteuersammlung)
  - Monstrous Supplement (Kreaturen)
  - Karten
- TSR 2621 Monte Cook & Colin McComb: Hellbound: The Blood War. TSR, Lake Geneva, WI (Juli 1996), ISBN 978-0-7869-0407-5.
  - Dark of the Blood War (Hintergrundinformationen)
  - The Chant of the Blood War (Hintergrundinformationen)
  - War Games (Abenteuersammlung)
  - Visions of War (Bildersammlung)
  - The Bargain (Comic)

Regelwerkserweiterungen
- TSR 2602 Allen Varney: Planescape Monstrous Compendium Appendix. TSR, Lake Geneva, WI (1994), ISBN 1-56076-862-2.
- TSR 2609 Wolfgang Baur & Rick Swan: In the Cage: A Guide to Sigil. TSR, Lake Geneva, WI (1995), ISBN 0-7869-0111-X.
- TSR 2611 Dori Jean Hein, Tim Beach & J. M. Salsbury: The Factol’s Manifesto. TSR, Lake Geneva, WI (1995), ISBN 0-7869-0141-1.
- TSR 2613 Richard Baker: Planescape Monstrous Compendium Appendix II. TSR, Lake Geneva, WI (1995), ISBN 0-7869-0173-X.
- TSR 2620 Monte Cook: The Planewalker's Handbook. TSR, Lake Geneva, WI (1996), ISBN 0-7869-0460-7.
- TSR 2623 Colin McComb: On Hallowed Ground. TSR, Lake Geneva, WI (1996), ISBN 0-7869-0430-5.
- TSR 2624 Ray Vallese: Uncaged: Faces of Sigil. TSR, Lake Geneva, WI (1996), ISBN 0-7869-0385-6.
- TSR 2625 Monte Cook: A Guide to the Astral Plane. TSR, Lake Geneva, WI (1996), ISBN 0-7869-0438-0.
- TSR 2630 Colin McComb: Faces of Evil: The Fiends. TSR, Lake Geneva, WI (September 1997), ISBN 978-0-7869-0684-0.
- TSR 2633 Bruce R. Cordell: A Guide to the Ethereal Plane. TSR, Lake Geneva, WI (1998), ISBN 0-7869-1205-7.
- TSR 2634 Monte Cook & William W. Connors: The Inner Planes. TSR, Lake Geneva, WI (1998), ISBN 0-7869-0736-3.
- TSR 2635 Monte Cook: Planescape Monstrous Compendium Appendix III. TSR, Lake Geneva, WI (1998), ISBN 0-7869-0751-7.

Abenteuer
- TSR 2601 Richard Baker: The Eternal Boundary. TSR, Lake Geneva, WI (1994), ISBN 1-56076-843-6.
- TSR 2604 Colin McComb: Well of Worlds. TSR, Lake Geneva, WI (1994), ISBN 1-56076-893-2.
- TSR 2605 Skip Williams: In the Abyss. TSR, Lake Geneva, WI (1994), ISBN 1-56076-908-4.
- TSR 2606 Bill Slavicsek & J. M. Salsbury: The Deva Spark. TSR, Lake Geneva, WI (1994), ISBN 1-56076-916-5.
- TSR 2608 Steve Perrin: Fires of Dis. TSR, Lake Geneva, WI (1995), ISBN 0-7869-0100-4.
- TSR 2614 Bill Slavicsek: Harbinger House. TSR, Lake Geneva, WI (1995), ISBN 0-7869-0154-3.
- TSR 2619 Ray Vallese: Something Wild. TSR, Lake Geneva, WI (1996), ISBN 0-7869-0377-5.
- TSR 2626 Bill Slavicsek: Doors to the Unknown. TSR, Lake Geneva, WI (1996), ISBN 0-7869-0447-X.
- TSR 2628 Monte Cook & Colin McComb: The Great Modron March. TSR, Lake Geneva, WI (1997), ISBN 0-7869-0648-0.
- TSR 2629 Monte Cook & Ray Vallese: Faction War. TSR, Lake Geneva, WI (1998), ISBN 0-7869-1203-0.
- TSR 2631 Monte Cook: Dead Gods. TSR, Lake Geneva, WI (1997), ISBN 0-7869-0711-8.
- TSR 2632 Monte Cook: Tales From the Infinite Staircase. TSR, Lake Geneva, WI (1998), ISBN 0-7869-1204-9.
- Umbra und Nemesis (1996): Im von TSR herausgegebenen Dungeon-Magazin erschienen zwei von Chris Perkins verfasste Planescape-Abenteuer, Umbra (Ausgabe 55) und Nemesis (Ausgabe 60).

#### 3. Edition
- TSR 11850 Jeff Grubb, David Noonan, Bruce R. Cordell: Manual of the Planes. Wizards of the Coast (September 2001), ISBN 0-7869-1850-0.
  - Seit August 2003 mit Korrektur-Update auf Regelwerksedition 3.5[29]

#### 4. Edition
- Richard Baker, Rob Heinsoo, James Wyatt: Manual of the Planes. Wizards of the Coast (Dezember 2008), ISBN 978-0-7869-5002-7.

#### 5. Edition
- Planescape: Adventures in the Multiverse. Wizards of the Coast (Oktober 2023), ISBN 978-0-7869-6904-3.

### Abgeleitete Werke

#### Romane
Blood-Wars-Trilogie
- TSR 2616 J. Robert King: Blood Hostages, Blood War Trilogy 1. TSR, Lake Geneva, WI (Januar 1996), ISBN 0-7869-0473-9[30]
- TSR 2617 J. Robert King: Abyssal Warriors, Blood War Trilogy 2. TSR, Lake Geneva, WI (Juni 1996), ISBN 0-7869-0501-8[30]
- TSR 2618 J. Robert King: Planar Powers, Blood War Trilogy 3. TSR, Lake Geneva, WI (August 1997), ISBN 0-7869-0532-8[30]

Einzelbände
- TSR 2627 Troy Denning: Pages of Pain. TSR, Lake Geneva, WI (Dezember 1997), ISBN 0-7869-0508-5.
- Ray & Valerie Vallese: Torment. TSR, Lake Geneva, WI (Oktober 1999), ISBN 0-7869-1527-7.

Inoffizielle Werke
- James Alan Gardner: Fire and Dust (1996)
Ein abgelehnter Manuskript-Entwurf des Autors, von diesem daraufhin kostenlos als Fanfiction im Internet veröffentlicht.[31]
- Rhyss Hess (Hrsg.): Planescape: Torment Novelization
Eine aus den Computerspieldialogen zusammengestellte und online verbreitete Romanfassung von Planescape: Torment, als Gegenentwurf auf den stark vom Spiel abweichende offiziellen Roman von Ray und Valerie Vallese.[32] Später unter anderen als E-Book mit der Bezeichnung „Chris Avellone and Colin McComb book“ bei der Wiederveröffentlichung des Spiels am 28. September 2010 auf GOG.com dem Bonusmaterial beigefügt.[33]

#### Spiele
- Blood Wars (Sammelkartenspiel, 1995)

#### Computerspiele
- Planescape: Torment (Interplay, Dezember 1999)

Daneben finden sich durch die Rolle als kosmologischer Hintergrund immer wieder Referenzen auf die Ebenen in mehreren D&D-lizenzierten Computerspielen.

#### Weitere
- The Planescape Sketchbook (1994)
Gen-Con-Sonderdruck einiger Zeichnungen von Dana Knutson
- Powers of Law (1995)
Miniaturfiguren des Herstellers Ral Partha (Produktcode 10-521), UPC 042226105213
- Planescape Conspectus (1996)
Einführungsbroschüre und Produktkatalog zum Planescape-Szenario
- The Unity of Rings (2000)
Comic der Planescape Group (Monte Cook, Michelle Carter, Colin McComb, Ray Vallese & Andria Hayday), der zwischenzeitlich verloren ging und nach der Wiederentdeckung von Wizards of the Coast online kostenlos veröffentlicht wurde (s. Weblinks)[34]

## Auszeichnungen
- Origins Award
  - 1994: „Beste grafische Aufmachung für Rollenspiele“ für Planescape Campaign Setting